# Moiré

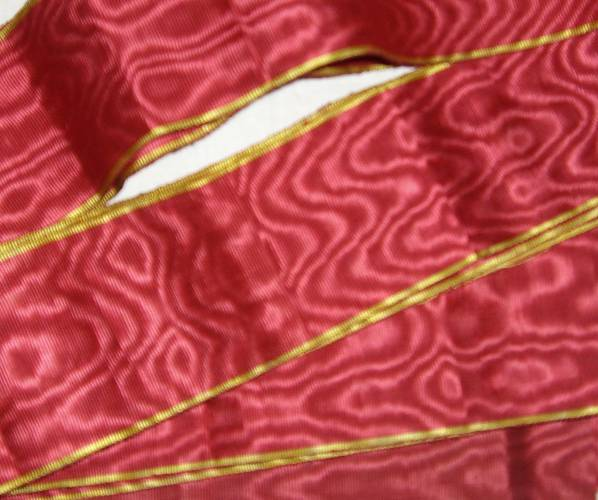
Seidenband aus echtem Moiré

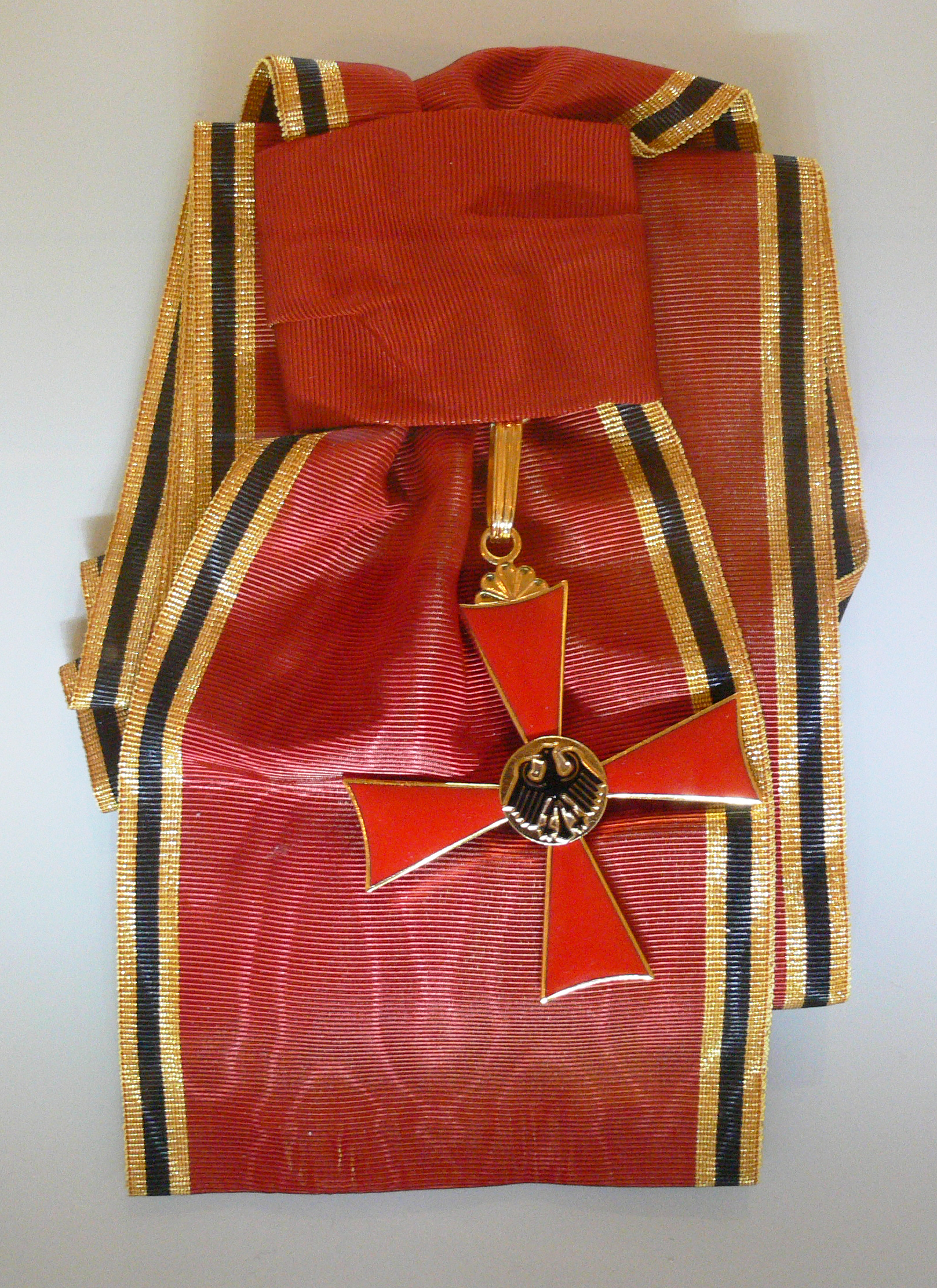
Bundesverdienstkreuz mit Schulterband aus Moiré

Der oder das Moiré  (auch Moiree; Aussprache [mwaˈʀe]; von frz. moiré, ‚moiriert, marmoriert‘) ist ein Gewebe mit einer Maserung (ähnlich einer Holzmaserung oder Wasserwellen), das meist aus Seide, Viskose oder Kunstfasern hergestellt wird. Es handelt sich meist um unterschiedliche Helligkeiten, die durch den Moiré-Effekt zweier übereinander gelegter Lagen Gewebe entstehen.
Man unterscheidet zwischen echtem und unechtem Moiré. Beim echten Moiré wird das typische Musterbild erzeugt, indem man zwei Lagen des gerippten Ausgangsgewebes zwischen erhitzten, zylindrischen Walzen (Kalander) kräftig aufeinanderpresst. Da die Rippen niemals exakt parallel liegen, entstehen an den Kreuzungspunkten flachere, glänzende Stellen. Da die Verschiebung der Rippen zufällig ist, wiederholt sich das so entstehende Muster nicht.
Beim unechten Moiré wird das Muster mit Hilfe einer entsprechend gemusterten Walze und einer weichen Gegenwalze auf das Gewebe geprägt (Gaufrieren). Ein Moiré-Effekt im eigentlichen Sinne entsteht nicht, sondern liegt lediglich der Pressvorlage zugrunde, durch unterschiedlichen Lichteinfall ändert sich das Muster aber sehr ähnlich.
Derartig gepresste Papiere oder Kartons mit glatten, glänzenden Oberflächen werden als Moiré-Papier bezeichnet. Sie fanden unter anderem als Vorsatzpapiere oder für Bucheinbände Verwendung.

Moiré-Papier weinrot, ca. 15 cm × 15 cm
Moiré-Papier schwarz, ca. 10 cm × 10 cm
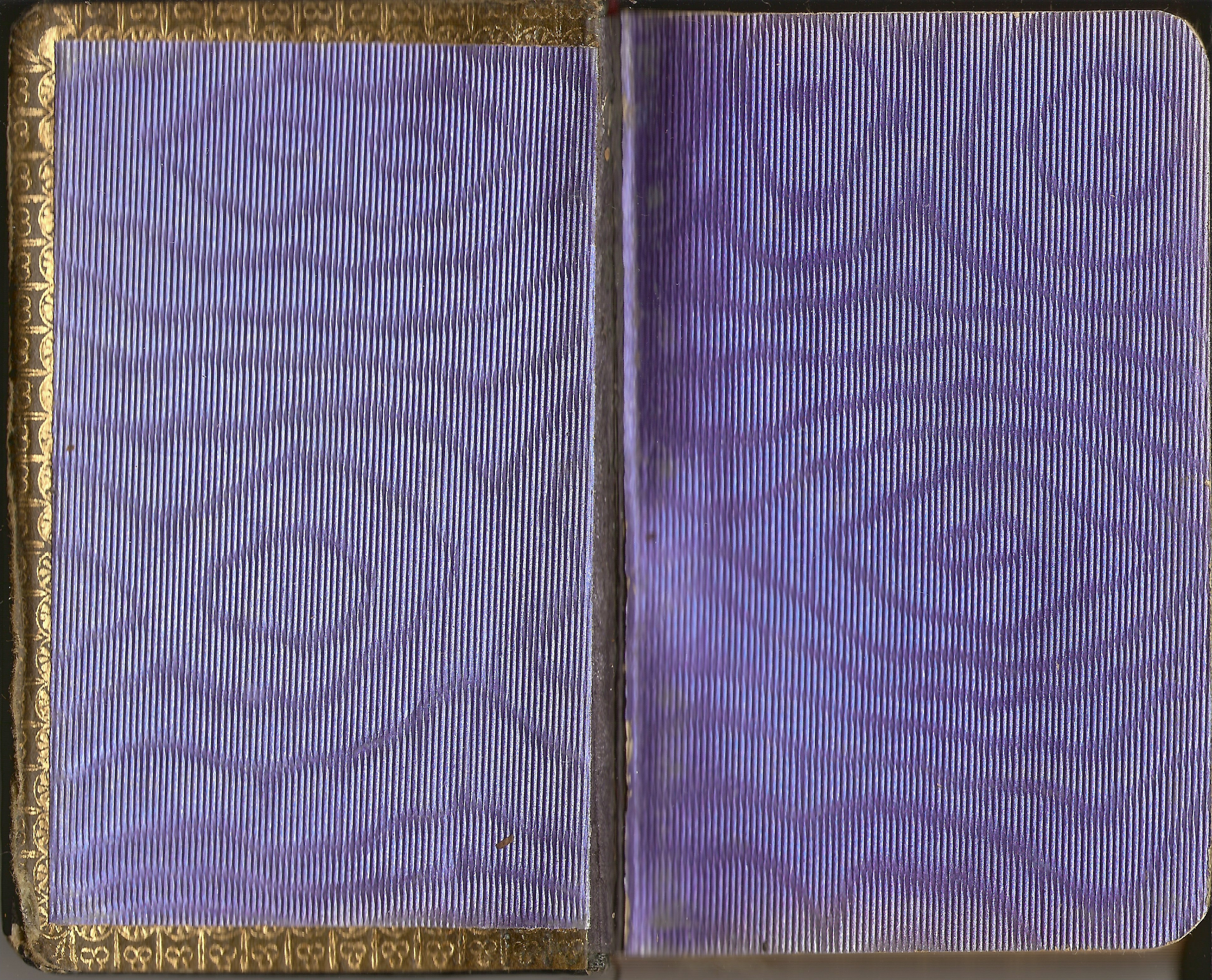
Moiré-Papier violett, Vorsatzpapier